# Obyčajná žena
Obyčajná žena – singiel słowackiej piosenkarki popowej Kristíny wydany w 2014.
Obyčajná žena ukazała się 8 kwietnia 2014 roku na oficjalnej stronie youtube Kristíny.

## Notowania
| Lista                         | Pozycja |
| ----------------------------- | ------- |
| Słowacja Rádio sk50 Oficiálna | 12      |
| Czechy RADIO cz50 Oficiální   | 39      |